# Ocka Gora
Ocka Gora este un sat din comuna Kolašin, Muntenegru. Conform datelor de la recensământul din 2003, localitatea are 29 de locuitori (la recensământul din 1991 erau 43 de locuitori).

## Demografie
În satul Ocka Gora locuiesc 23 de persoane adulte, iar vârsta medie a populației este de 40,5 de ani (39,6 la bărbați și 41,5 la femei). În localitate sunt 6 gospodării, iar numărul mediu de membri în gospodărie este de 4,83.
Această localitate este populată majoritar de sârbi (conform recensământului din 2003).
|  |

| Demografie | Demografie | Demografie |
| An         | Locuitori  | Locuitori  |
| ---------- | ---------- | ---------- |
|            |            |            |
|            |            |            |
|            |            |            |
|            |            |            |
| 1948       | 52         |            |
| 1953       | 66         |            |
| 1961       | 129        |            |
| 1971       | 69         |            |
| 1981       | 39         |            |
| 1991       | 43         | 43         |
| 2003       | 29         | 29         |

| \| Componența etnică conform recensământului din 2003[2] \| Componența etnică conform recensământului din 2003[2] \| Componența etnică conform recensământului din 2003[2] \| Componența etnică conform recensământului din 2003[2] \| Componența etnică conform recensământului din 2003[2] \| \| ----------------------------------------------------- \| ----------------------------------------------------- \| ----------------------------------------------------- \| ----------------------------------------------------- \| ----------------------------------------------------- \| \| \| \| \| \| \| \| Sârbi \| Sârbi \| \| 20 \| 68,96% \| \| Muntenegreni \| Muntenegreni \| \| 9 \| 31,03% \| \| necunoscută \| necunoscută \| \| 0 \| 0% \| |              |  |    |        |
| Componența etnică conform recensământului din 2003 |              |  |    |        |
| |              |  |    |        |
| Sârbi | Sârbi        |  | 20 | 68,96% |
| Muntenegreni | Muntenegreni |  | 9  | 31,03% |
| necunoscută | necunoscută  |  | 0  | 0%     |